# Pozuelo
Pozuelo község Spanyolországban, Albacete tartományban. Lakosainak száma 467 fő (2024).

## Földrajza
Pozuelo Albacete, Balazote, La Herrera, Peñas de San Pedro és San Pedro községekkel határos.

## Népesség
A település lakosságának változását az alábbi diagram mutatja:
| Lakosok száma | 677  | 668  | 656  | 618  | 598  | 534  | 531  | 481  | 465  | 467  |
|               | 2001 | 2004 | 2006 | 2009 | 2011 | 2014 | 2016 | 2019 | 2021 | 2024 |